# Botnebrekka
Botnebrekka är en kulle i Antarktis. Den ligger i Östantarktis. Norge gör anspråk på området. Toppen på Botnebrekka är 1 952 meter över havet.
Terrängen runt Botnebrekka är varierad, och sluttar norrut. Trakten är obefolkad. Det finns inga samhällen i närheten.